# Mannequin (película de 1937)
Mannequin es una película dirigida por Frank Borzage en 1937, y protagonizada por Joan Crawford, Spencer Tracy y Alan Curtis.
La película recibió una nominación al premio Óscar a la mejor canción original dicho año 1937 por Always and Always, de Edward Ward y letras de Chet Forrest y Bob Wright, e interpretada por Joan Crawford. La canción ganadora en esa edición fue la canción Thanks for the memory incluida en la película The Big Broadcast of 1938.